# 채피 (영화)
《채피》(영어: CHAPPiE)는 2015년 공개된 미국의 SF 영화이다. 휴 잭맨 등이 주연으로 출연하였고 사이먼 킨버그 등이 제작에 참여하였다.

## 출연진
출연진은 다음과 같다.
- 샬토 코플리  - 채피 역
- 데브 파텔 - 디온 윌슨 역
- 휴 잭맨 - 빈센트 무어 역
- 시고니 위버 - 미셸 브래들리 역
- 안리 두 토잇 - 닌자 역
- 요-란디 비저 - 요란디 비저 역
- 호세 파블로 칸틸로 - 양키 역
- 브랜든 오렛 - 히포 역
- 유진 쿰바니와 - 왕 역
- 로버트 홉스 - 정부 책임자 역
- 케빈 오토 - CNN 리포터 역
- 댄 허스트 - 빈센트의 용병 #2 역
- 앤더슨 쿠퍼 - 본인 역
- 제이슨 코프 - 테트라바알 수석 정비공 역
- 빌 마챈트 - 교수 역
- 안소니 비숍 - 경찰관 역
- 폴 돕슨 - 로봇 경찰 역
- 완딜 모래바치 - 장갑차 경비대 역
- 제임스 비톤티 - 총포상 주인 역
- 폴 햄프셔 - 메르츠 역
- 그레이엄 더피 - 기술 역
- 미란다 프리곤 - 심리학자 역
- 숀 O. 로버츠 - 해커 역
- 크리스 쉴즈 - 저널리스트 역

## 수상
- 2015년 제8회 FILM LIVE: KT&G 상상마당 음악영화제 후보 힙합 (닐 블롬캠프)